# 奧斯諾溫齊
50°4′45″N 35°9′46″E / 50.07917°N 35.16278°E

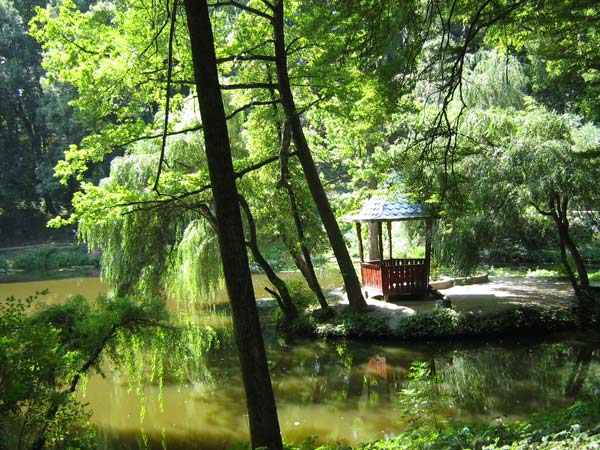

奧斯諾溫齊（烏克蘭語：Основинці）是位於烏克蘭東部的村莊，由哈爾科夫州博霍杜希夫區的克拉斯諾庫特斯克市鎮負責管轄。該村始建於1799年，面積0.94平方公里，海拔高度187米，2001年人口639，人口密度每平方公里681.2人。